# Дом правительства Московской области
Дом Правительства Московской области — комплекс правительственных зданий Московской области в Мякининской пойме на берегу Москвы-реки, на территории города Красногорска, возле 65-66 км МКАД, недалеко от торгового центра Крокус-Сити (на территории последнего находится станция метро «Мякинино»).
В нём находится большинство областных органов власти и в том числе одно из служебных помещений Губернатора Московской области.
Необходимость создания административно-общественного центра Московской области была обусловлена тем, что Московская область исторически не имела своего административного центра, а органы власти располагались на территории другого региона — города Москвы. Комплекс начали возводить с 2004 года и ввели в эксплуатацию в сентябре 2007 года.